# Acrísio Moreira da Rocha
Acrísio Moreira da Rocha (Fortaleza, 25 de setembro de 1907 — 21 de fevereiro de 2004) foi um político brasileiro.
Filho do deputado federal Manuel Moreira da Rocha, fundador do Partido Democrata, e de Amália Moreira da Rocha. Iniciou seus estudos no Colégio Castelo Branco e Colégio Militar do Ceará. Formou-se em odontologia pela Faculdade do Rio de Janeiro. Foi nomeado em 1946, pelo presidente José Linhares, para o cargo de interventor federal do Ceará, em substituição a Beni Carvalho. Foi secretário da Fazenda durante o governo de José Machado Lopes. Foi eleito prefeito de Fortaleza pelo Partido Republicano (PR) por duas vezes, e era conhecido como "Prefeito do Povo".